# Tube (verpakking)

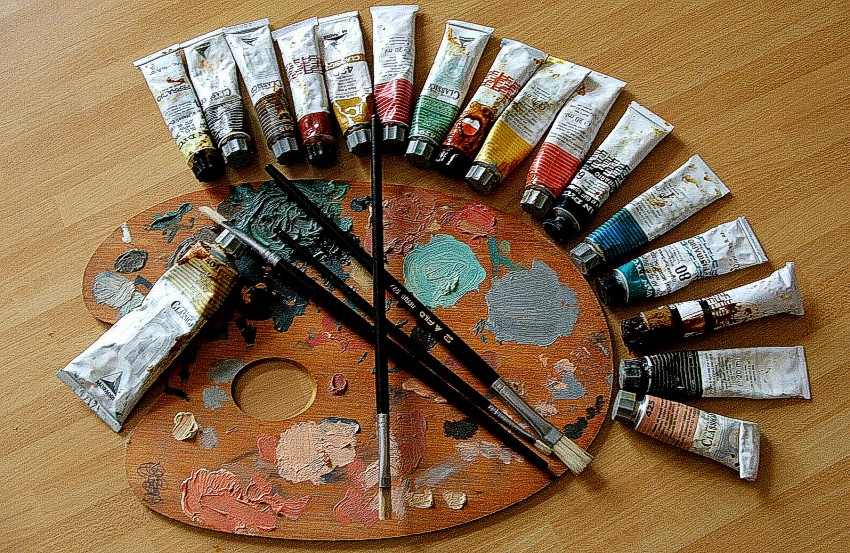
Gebruikte tubes verf

Een tube is een buisvormige verpakking die aan één zijde platgedrukt en afgesloten is en aan de andere zijde een tuitje met dop heeft. Tubes worden meestal uitgerust met een draaidop. Zo is de tube na gebruik luchtdicht af te sluiten. Soms wordt gebruikgemaakt van een dop met een dekseltje. De tube is een uitvinding van John Goffe Rand uit ca 1842. Mede door de verftube kon zich het impressionisme ontwikkelen.
Tubes zijn er in vele maten: van klein (secondelijm) tot vrij groot (zalf of haarverf). Het maximum ligt ongeveer bij 200 ml. Daarboven wordt de tube te groot om op te tillen zonder er direct in te knijpen.

## Materiaal
Tubes worden tegenwoordig gemaakt van aluminium of kunststof (polyethyleen). Voordien werden ze gemaakt van vertind lood. Lood is echter giftig, duur en zwaar.
De keuze voor het materiaal wordt onder andere bepaald aan de hand van eventuele (chemische) reacties van het product met het materiaal en de doorlaatbaarheid van de tube. Bij sommige producten (dermatica, haarverf) is deze doorlaatbaarheid van kunststof tubes ongewenst.
Aluminium tubes hebben vaak een coating aan de binnenzijde, zodat het aluminium niet met de inhoud van de tube kan reageren.
Een andere belangrijke overweging voor de materiaalkeuze is de mogelijkheid de tube leeg te knijpen. Het materiaal moet daarvoor meegeven bij lichte druk, maar niet breken of scheuren.
Een ontwerp dat gebruikt wordt is die waarvan de dop zo'n grote diameter heeft dat de tube verticaal op de dop kan staan, bijvoorbeeld een tandpastatube op de wastafel. In dit laatstgenoemde geval heeft de kunststof tube de aluminium tube vervangen. Er wordt gebruikgemaakt van een eigenschap van de kunststof: de tandpasta kleeft niet aan de binnenkant van de tube en glijdt steeds naar de opening. Permanent dichtknijpen van deze tube is niet nodig.
Bij tubes kan een geschikte canule worden geleverd (bijvoorbeeld om aambeienzalf toe te dienen). Tubes met bijvoorbeeld schoensmeer kunnen van een sponsje worden voorzien.

## Vullen
Het vullen van de tube gaat niet via het tuitje, maar via de achterzijde (die dan nog niet gesloten is). Deze opening is groter en zodoende gaat het vullen snel en gemakkelijk. Metalen tubes worden na het vullen platgedrukt en dit platte einde wordt dan twee tot drie keer opgerold. Het samenknijpen van het uiteinde moet met veel kracht gebeuren, omdat de tube anders kan gaan lekken. Bij kunststof tubes worden het uiteinde platgedrukt en versmolten door verhitting. Soms staat de houdbaarheid van de inhoud (of andere informatie) in het versmolten randje gedrukt.

## Voordelen en nadelen
In een apotheek worden voor bijvoorbeeld voor zalf tubes gebruikt in plaats van potjes omdat dit hygiënischer is: wat in de tube zit wordt niet aangeraakt en kan dus ook niet vervuild raken.
Soms is een product echter te viskeus om in een tube te verpakken. Dan zou het de gebruiker te veel kracht kosten om het product uit de tube te knijpen.

## Gebruik
De meeste producten die in een tube worden verpakt zijn dikvloeibare stoffen, emulsies en dergelijke. Het kunnen medicijnen zijn zoals zalf, cosmetica zoals crèmes, voedingsmiddelen zoals tomatenketchup en mayonaise, schoonmaakmiddelen, tandpasta, plakkaatverf, lijmen zoals Velpon en Bisonkit, solutie, en vulmaterialen. In een stencilmachine bevond de inkt zich eveneens in een tube, die door een drukmechanisme geleidelijk werd uitgeknepen.